# Johanna Magdalena von Hanau
Gräfin Johanna Magdalena von Hanau-Lichtenberg (* 18. Dezember 1660 in Bischofsheim am Hohen Steg; † 21. August 1715 in Hanau) war eine Tochter des Grafen Johann Reinhard (II.) (* 1628; † 1666) und der Pfalzgräfin Anna Magdalena von Pfalz-Bischweiler (* 1640; † 1693).
Am 5. Dezember 1685 heiratete Johanna Magdalena den Grafen Johann Karl August von Leiningen-Dagsburg (* 17. März 1662; † 3. November 1698). Aus dieser Ehe gingen hervor:
1. Anna Dorothea Charlotte (* 11. August 1687; † jung)
2. Alexandrine Katharina (* 21. August 1688; † November 1708)
3. Sophie Magdalena (* 14. April 1691; † 18. März 1727), heiratete am 1. September 1713 Wild- und Rheingraf Johann Karl Ludwig (* 20. Juni 1686 auf Burg Rheingrafenstein; † 21. Oktober 1740), Sohn des Grafen Friedrich Wilhelm von Salm-Grumbach (1644–1706) und dessen Gemahlin Gräfin Luise von Leiningen (1654–1723)
4. Marie Christine Felizitas (* 29. Dezember 1692; † 3. Juni 1734 in Eisenach), heiratete
  1. am 4. Dezember 1711 Prinz Christoph von Baden-Durlach (* 9. Oktober 1684 auf der Karlsburg; † 2. Mai 1723 in Karlsruhe), Sohn des Markgrafen Friedrich VII. zu Durlach (1647–1709) und dessen Gemahlin Prinzessin Augusta Maria von Schleswig-Holstein-Gottorf (1649–1728)
  2. am 29. Mai 1727 auf Schloss Philippsruhe Herzog Johann Wilhelm von Sachsen-Eisenach (* 17. Oktober 1666 in Friedewald; † 4. Januar 1729 in Eisenach), Sohn des Grafen Johann Georg I. von  Sachsen-Eisenach (1634–1686) und dessen Gemahlin Gräfin Johanetta von Sayn-Wittgenstein (1626–1701)
5. Wilhelm Christian Reinhard (* 30. September 1693 auf Schloss Broich; † 1. Dezember 1693 ebenda)
6. Christian Karl Reinhard (* 7. Juli 1695 auf Schloss Broich; † 17. November 1766 in Heidesheim), verheiratet am 27. November 1726 in Mettenheim mit Katharina Polyxena (* 30. Januar 1702 in Rödelheim; † 29. März 1765 in Heidesheim), Tochter des Grafen Ludwig zu Solms-Rödelheim (1664–1716) und dessen Gemahlin Gräfin Charlotte Sibylle von Ahlefeldt-Rixingen (1672–1716). Er folgt seinem Vater 1698 in der Regierung.
7. Johann Ludwig Wilhelm (* 5. April 1697 auf Schloss Broich; † November 1742), verheiratet um 1730 mit Sofie Eleonore (* 1710 Dagsburg; † 19. Juni 1768), Tochter des Grafen Emich Leopold von Leiningen (1685–1719) und dessen Gemahlin Gräfin Charlotte Amalie von Leiningen (1682–1729)

Johanna Magdalena soll in der Marienkirche in Hanau beerdigt worden sein.

## Vorfahren
| Ahnentafel der Gräfin Johanna Magdalena von Hanau-Lichtenberg | Ahnentafel der Gräfin Johanna Magdalena von Hanau-Lichtenberg                                                                            | Ahnentafel der Gräfin Johanna Magdalena von Hanau-Lichtenberg                                                                            | Ahnentafel der Gräfin Johanna Magdalena von Hanau-Lichtenberg                                                                               | Ahnentafel der Gräfin Johanna Magdalena von Hanau-Lichtenberg                                                                               | Ahnentafel der Gräfin Johanna Magdalena von Hanau-Lichtenberg | Ahnentafel der Gräfin Johanna Magdalena von Hanau-Lichtenberg |
| ------------------------------------------------------------- | --- | --- | --- | --- | ------------------------------------------------------------- | ------------------------------------------------------------- |
| Urgroßeltern                                                  | Graf Johann Reinhard I. von Hanau-Lichtenberg (* 1569; † 1625) ⚭ Gräfin Marie Elisabeth von Hohenlohe-Neuenstein (* 1576; † 1605)        | Graf Ludwig Eberhard von Öttingen-Öttingen (* 1577; † 1634) ⚭ Gräfin Margarethe von Erbach (* 1576; † 1636)                              | Pfalzgraf Karl I. von Pfalz-Birkenfeld (* 1560; † 1600) ⚭ Prinzessin Dorothea von Braunschweig-Lüneburg (* 1570; † 1649)                    | Pfalzgraf Johann II. von Pfalz-Zweibrücken (* 1584; † 1635) ⚭ Gräfin Katharina von Rohan (* 1578; † 1607)                                   |                                                               |                                                               |
| Großeltern                                                    | Graf Philipp Wolfgang von Hanau-Lichtenberg (* 1595; † 1641) ⚭ Gräfin Johanna von Öttingen-Öttingen (* 1602; † 1639)                     | Graf Philipp Wolfgang von Hanau-Lichtenberg (* 1595; † 1641) ⚭ Gräfin Johanna von Öttingen-Öttingen (* 1602; † 1639)                     | Pfalzgraf Christian I. von Birkenfeld-Bischweiler (* 1598; † 1654) ⚭ Pfalzgräfin Magdalena Katharina von Pfalz-Zweibrücken (* 1607; † 1648) | Pfalzgraf Christian I. von Birkenfeld-Bischweiler (* 1598; † 1654) ⚭ Pfalzgräfin Magdalena Katharina von Pfalz-Zweibrücken (* 1607; † 1648) |                                                               |                                                               |
| Eltern                                                        | Graf Johann Reinhard II. von Hanau-Lichtenberg (* 1628; † 1666) ⚭ Pfalzgräfin Anna Magdalena von Birkenfeld-Bischweiler (* 1640; † 1693) | Graf Johann Reinhard II. von Hanau-Lichtenberg (* 1628; † 1666) ⚭ Pfalzgräfin Anna Magdalena von Birkenfeld-Bischweiler (* 1640; † 1693) | Graf Johann Reinhard II. von Hanau-Lichtenberg (* 1628; † 1666) ⚭ Pfalzgräfin Anna Magdalena von Birkenfeld-Bischweiler (* 1640; † 1693)    | Graf Johann Reinhard II. von Hanau-Lichtenberg (* 1628; † 1666) ⚭ Pfalzgräfin Anna Magdalena von Birkenfeld-Bischweiler (* 1640; † 1693)    |                                                               |                                                               |
| Johanna Magdalena                                             | | | | |                                                               |                                                               |